# Emoia oriva
Emoia oriva — вид сцинкоподібних ящірок родини сцинкових (Scincidae). Ендемік Фіджі. Описаний у 2012 році.

## Поширення і екологія
Emoia oriva мешкають на острові Ротума, можливо, також на сусідніх острівцях. Вони живуть на узліссях вологих тропічних лісах та на сонячних галявинах, трапляються в садах.